# François Libois
François Libois (ur. 14 sierpnia 1985 w Dinant) – belgijski wioślarz.

## Osiągnięcia
- Mistrzostwa Świata U-23 – Amsterdam 2005 – dwójka podwójna wagi lekkiej – 8. miejsce[1].
- Mistrzostwa Świata – Gifu 2005 – czwórka podwójna wagi lekkiej – 2. miejsce[1].
- Mistrzostwa Świata U-23 – Hazewinkel 2006 – czwórka bez sternika – 12. miejsce[1].
- Mistrzostwa Świata – Eton 2006 – czwórka bez sternika wagi lekkiej – 13. miejsce[1].
- Mistrzostwa Świata U-23 – Glasgow 2007 – jedynka wagi lekkiej – 9. miejsce[1].
- Mistrzostwa Europy – Poznań 2007 – czwórka bez sternika wagi lekkiej – 8. miejsce[1].
- Mistrzostwa Europy – Ateny 2008 – dwójka podwójna wagi lekkiej – 7. miejsce[1].